# Окулярник анобонський
Окулярник анобонський (Zosterops griseovirescens) — вид горобцеподібних птахів родини окулярникових (Zosteropidae). Ендемік Екваторіальної Гвінеї.

## Опис
Довжина птаха становить 12 см, довжина крила 6,2 см, довжина хвоста 2,1 см, вага 11 г. Верхня частина тіла сіра з зеленуватим відтінком. Голова темно-оливково-зелена. Нижня частина тіла білувата, горло і живіт сірчано-жовті, гузка жовта, нижні покривні пера хвоста яскраво-жовті. Боки жовті з коричнюватим відтінком. Крила темно-коричневі з жовтувато-зеленими краями, нижні покривні пера крил білі. Навко очей харчактерні білі кільця. Очі карі, дзьоб чорний, лапи коричневі.

## Поширення і екологія
Анобонські окулярники є ендеміками острова Аннобон в Гвінейській затоці. Вони живуть в тропічних лісах, чагарникових заростях і на плантаціях.

## Збереження
Попри те, що птах є досить поширеним у межах свого ареалу, МСОП класифікує цей вид як вразливий через обмежений ареал (15 км²) і невелику популяцію (600-1700 птахів).